# Wolfgang Schulte (Maler)
Wolfgang Schulte (* 15. September 1911 in Köln; † 24. Dezember 1936 ebenda) war ein deutscher Maler und Grafiker.

## Werdegang
Wolfgang Schulte wurde am 15. September 1911 in Köln als Sohn der Eheleute Georg August und Anna Maria Schulte geboren. Seine schulische Ausbildung erhielt er am Gymnasium in Köln-Deutz.
Am 2. Oktober 1928 machte er seine Aufnahmeprüfung an den Kölner Werkschulen. Er vermerkt hierzu in seinem Tagebuch:
„Erster Prüfungstag ist um. Thema hieß Ernte. Ich brachte Ährenmäher etc. Ich bin nicht zufrieden mit der Arbeit, denn ich hätte den Schatten stärker einsetzen müssen. Zeichnung ist mehr Skizze. Sonst schein’ ich den vorgeschriebenen Raum gut ausgenutzt zu haben.“ Er wurde angenommen und studierte von 1928 bis 1931 bei Richard Seewald und ab Oktober 1931 bis 1933 an der Kunstakademie Düsseldorf. Seine Lehrer waren u. a. der Bildhauer Alexander Zschokke, der Maler Heinrich Nauen und Ewald Mataré.
Wolfgang Schulte stellte sich den Akademiemitgliedern mit den Worten vor: „Ich heiße Wolfgang Schulte und bin Nihilist.“ Das brachte ihm den Spitznamen „Nilte“ ein, mit dem er auch signierte. Von 1931 bis 1936 unternahm er Reisen nach Süddeutschland und hielt sich häufig über mehrerer Monate in der Eifel auf. Am Heiligabend 1936 nahm sich Wolfgang Schulte das Leben.

## Stil
Viele seiner Arbeiten aus der Sammlung van der Grinten, Landschaften und Porträts, sind in der Eifel entstanden. Sein überwiegend zeichnerisches Werk, das spätexpressionistisch geprägt ist, konnte durch Freunde in die Sammlung van der Grinten (Museum Schloß Moyland) gegeben werden.
„Das gewichtige Konvolut landschaftlicher Kompositionen, zahlenmäßig der größte Schwerpunkt seines Nachlasses, verbindet Komponenten expressionistischer Bildordnung in besonderer Weise, wodurch die individuelle Leistung die Einbindung in den allgemeinen stilistischen Zusammenhang von Zeit und Strömung übersteigt. Besonders in den Studien der Eifellandschaft, mehrfach in Folgen die gleiche Situation variierend, enthüllt sich die Fähigkeit, unmittelbare Eindrücke ohne Stilisierung in eine definitive Form umzusetzen. Und zwar allein im linearen Skelett, ohne tonige Verbindlichkeiten. Schultes zeichnende Hand formuliert auch in der Spontaneität des Augenblicks auf bündige Weise. Seiner großzügigen Entschiedenheit kann sich der Betrachter nicht entziehen. Zugleich sind seine Arbeiten unbezweifelbar zeitgerecht. Der Expressionismus der zweiten Phase, zeitlich eingefaßt von Kriegsende und Nationalsozialismus, ist in allen Zügen präsent. ... Nicht allein, daß Gestaltungsvermögen und Niveau sein Werk auch großen Zeitgenossen an die Seite stellt, Geschlossenheit und Fülle des Motivischen und Thematischen entheben ihn aller Beiläufigkeit.“
„Einige Ölbilder und farbige Zeichnungen von Schulte zeigen Traumlandschaften mit schwebenden Bäumen, deren kompositionelle Anlage Anklänge an Marc Chagall vermuten lässt. Solche Einflüsse sind vor 1930 auch im Werk Jankel Adlers aufzuspüren, bei dem Wolfgang Schulte im Jahre 1932 Unterricht hatte. ... Der Facettenreichtum seiner Zeichnungen reicht von akademischer, detaillierter Ausführung über dekorative Gestaltung bis hin zu ganz freier und leichter, den flüchtigen Eindruck einfangender Skizze. Seine persönliche Handschrift, die zurückhaltend dekorativ, schwungvoll dynamisch oder auch nervös mit kleinen Strichen sein kann, ergibt den Gesamteindruck von virtuoser zeichnerischer Aneignung der sichtbaren Welt.“

## Studienkollegen Kölner Werkschulen bei Richard Seewald
- Joseph Fassbender
- Leni Moch
- Albrecht Müller
- Helmut Schmitt
- Peter Straußfeld (Meisterschüler 1930)
- Rudi Rhein (Meisterschüler 1929)
- Jupp Ruland
- Paul Waligora
- Kurt Wegner
- Paul Wunsch

## Ausstellungen
- Wolfgang Schulte (1911–1936) – Zeichnungen. 19. Januar – 9. April 2003, Museum Schloss Moyland, Bedburg-Hau, Deutschland